# День теней
«День теней» (латыш. Ēnu diena) — традиционный день в Латвии, в течение которого школьники могут лично следить за работой известных людей и крупных должностных лиц страны с целью проверки правильности выбора будущей профессии.
Школьники, которые именуются «тенями», приходят на рабочее место к государственным чиновникам или в частные компании и часть рабочего дня следят за их работой, задают вопросы. Обычно в проекте участвует президент, председатель Думы и другие крупные чиновники, а также государственные и частные компании. Для участия как «теням», так и компаниям необходимо регистрироваться предварительно. 12 февраля 2014 года 50 школьников провели заседание правительства.
«День теней» проводится в Латвии с 2001 года. В 2016 году в мероприятии приняли участие 1044 работодателя и почти 7500 школьников, что на 10 % выше показателей 2015 года. Организатором проекта является Junior Achievement — Latvija.